# Contea di Dushan
La contea di Dushan (独山县S, Dúshān XiànP) è una contea della Cina, situata nella provincia del Guizhou e amministrata dalla prefettura autonoma buyei e miao di Qiannan.